# تپه بابا رستم
تپه بابا رستم مربوط به عصر مس - عصر برنز است و در شهرستان نهاوند، بخش مرکزی، دهستان شعبان، ۱۰۰ متری ضلع شمالی شرقی روستای بابارستم واقع شده و این اثر در تاریخ ۲۵ آبان ۱۳۸۷ با شمارهٔ ثبت ۲۳۶۷۱ به‌عنوان یکی از آثار ملی ایران به ثبت رسیده است.